# Cẩm lai vú
Cẩm lai vú (danh pháp: Dalbergia mammosa) là một loài rau đậu thuộc họ Fabaceae. Loài này chỉ có ở Việt Nam.
Chúng hiện đang bị đe dọa vì mất môi trường sống.